# Mon Laferte

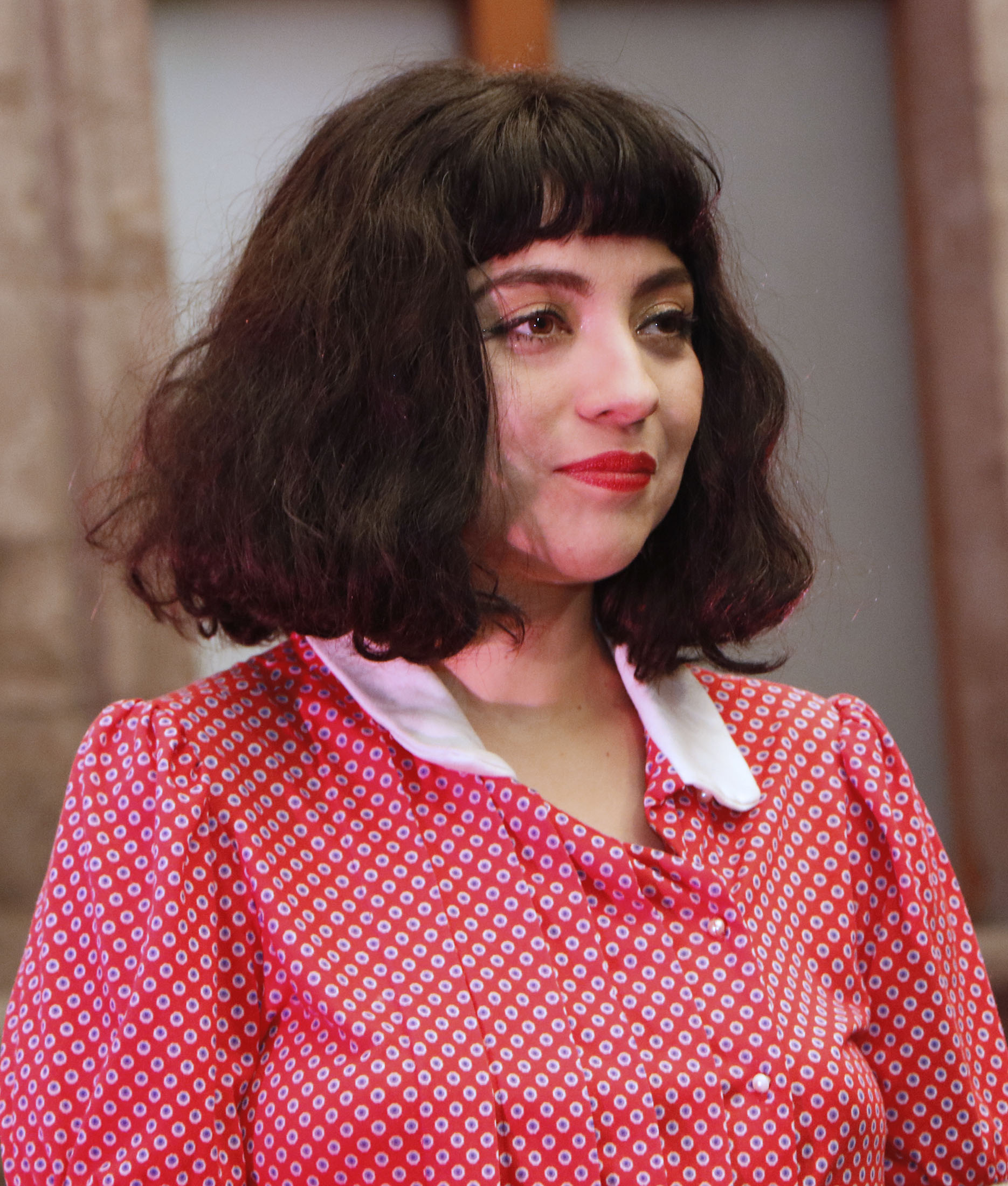
Mon Laferte (2020)

Norma Monserrat Bustamante Laferte (geboren am 2. Mai 1983 in Viña del Mar), besser bekannt unter ihrem Künstlernamen Mon Laferte, ist eine chilenisch-mexikanische Sängerin, Musikerin und Komponistin. Sie ist auch bekannt für ihr gesellschaftspolitisches Engagement.

## Leben
Mon Laferte wuchs mit ihrer Mutter Myriam Laferte Herrera, ihrer Großmutter Norma und ihrer jüngeren Schwester in einer Sozialsiedlung auf. Sie begann schon sehr jung mit der Musik. Mit neun Jahren nahm sie an einem Festival ihrer Schule teil, belegte den ersten Platz und erhielt als Preis eine Gitarre. Mit diesem Instrument erstellte sie ihre ersten Kompositionen. Mit 13 Jahren erhielt sie ein Stipendium, mit dem sie das Konservatorium in Viña del Mar besuchen konnte. Mit 14 Jahren verließ sie die Schule, um sich komplett der Musik zu widmen. Sie reiste umher und spielte in Kneipen sowie auf der Straße.
Neben ihrer musikalischen Tätigkeit ist Laferte als Künstlerin aktiv: Sie malt, unter anderem murals, schafft Skulpturen und betreibt eine Galerie. Auch produziert sie einen Podcast. Sie ist außerdem Teil einer Gruppe von Musikerinnen in Mexiko, die sich für mehr Sichtbarkeit von Frauen auf Bühnen einsetzt.
Derzeit lebt sie in Mexiko-Stadt.
Ende Oktober 2022 heiratete Laferte Joel Orta, welcher unter anderem auch als Produktionsleiter der Sängerin tätig war.
Am 30. November 2022 erhielt die Sängerin die mexikanische Staatsbürgerschaft durch Einbürgerung.

## Karriere
Sie hat drei Studioalben veröffentlicht und war besonders mit dem dritten, Mon Laferte Vol. 1, in der lateinamerikanischen Welt sehr erfolgreich. Mit La Trenza wurde Laferte auch in Europa und Asien bekannt. Kein chilenischer Musikkünstler hat in den letzten 15 Jahren mehr Alben und Singles verkauft.

### 2003–2006: TV-ShowRojo Fama Contrafama
2003 stieg Laferte bei der Reality-TV-Show Rojo Fama Contrafama ein. Anschließend brachte sie ihr erstes Album heraus: La chica de Rojo, veröffentlicht bei Warner Music unter dem Namen Monserrat Bustamante. Das Album wurde sehr erfolgreich, erhielt Gold- und Platinstatus. Mit dem Album ging Laferte auf Tour, die sie unter anderem nach Costa Rica, Paraguay, Kanada, Australien, Peru und Honduras führte. Nach drei Jahren in der Show spielte sie in Rojo, der Film mit. Nach vier Jahren bei Rojo Fama Contrafama entschied sie sich, auszusteigen.

### 2007–2008: Mexiko-Stadt
Ende 2007 reiste Laferte nach Mexiko-Stadt, um das musikalische Umfeld dort kennenzulernen. Sie lebte dort ausschließlich von der Musik, trat in Bars und Kneipen auf. Während ihrer Auftritte lernte sie zahlreiche chilenische Musiker kennen, die in Mexiko-Stadt lebten, mit denen sie später zusammenarbeitete. Während dieser Zeit legte sie sich den Künstlernamen Mon Laferte zu.

### 2009–2012: Gesundheitliche Probleme,DesechableundFactor X Chile
Ende 2009 wurde bei Laferte Schilddrüsenkrebs diagnostiziert und sie trat für einige Zeit nicht auf. Nach der Behandlung und Operationen fuhr sie fort mit der Musik. 2011 brachte sie ihr Album Desechable heraus. Das Werk umfasst zehn Lieder, wovon als Singles Soy, Depresión, Tóxico, Desechable und Un solo hombre no puedo tener ausgekoppelt wurden. 
2012 schrieb Laferte den Titelsong Vuelve Por Favor des peruanischen Films El Buen Pedro. Außerdem war sie Jurorin bei der zweiten Staffel der chilenischen Ausgabe der Talentshow Factor X Chile. Dort fungierte sie als Mentorin der Kategorie "Bands". Auch wurde sie Sängerin der mexikanischen Heavy-Metal-Band Mystica Girls, die ausschließlich aus Frauen besteht.

### 2013:Tornasolund Debüt im peruanischen Kino
Am 7. Januar 2013 veröffentlichte Laferte ihr Album Tornasol. Es enthält 14 Lieder, die in Zusammenarbeit mit verschiedenen Künstlern wie Paz Quintana, Mariel Mariel, El Viaje de Seth, Fakuta und Renee Mooi entstanden sind. Laferte erkundete auf diesem Album verschiedene Musikstile wie Rock, Reggae, Pop und Elektro. Außerdem debütierte sie mit diesem Album als Produzentin; Co-Produzent war der mexikanische Musiker César "Mr." Ceja. Drei Singles wurden ausgekoppelt: Ángel Negro, Hey Hey und Tornasol, außerdem zwei Werbe-Singles, Vuelve Por Favor und Lo Que Pido.
Ebenfalls im Jahr 2013 hatte Laferte ihr Debüt als Schauspielerin im peruanischen Kino. Im Film Japy Ending spielt sie Eli, eine Sängerin, deren letzter Wunsch angesichts des drohenden Endes der Welt ein Tod auf der Bühne ist. Im August 2013 nahm Laferte mit anderen Künstlern an einer besonderen Vorstellung der chilenischen Band Los Tetas teil, um einige der größten Erfolge der Gruppierung wieder ins Gedächtnis zu rufen.

### 2014–2015:Gates of HellundMon Laferte Vol. 1
Im Februar 2014 brachten die Mystica Girls ihr zweites Studioalbum heraus, Gates of Hell. Mon Laferte selbst veröffentlichte am 31. Januar 2015 ihr drittes Album, Mon Laferte Vol. 1, bei SCD Vespucio. Das Album enthält elf Lieder, darunter die Erfolge Tu falta de querer und Amor completo. Das Album erreichte Platz 7 der chilenischen iTunes-Charts und Platz 10 der mexikanischen. In dem Album greift Laferte auch auf die Traditionen der mexikanischen Musik zurück.
Im selben Jahr spielte Laferte beim Musikfestival Vive latino in Mexiko-Stadt. Laferte führte außerdem ihre Akustikversion-Sessions in Parks unter anderem in Mexiko und Spanien fort.

### 2016: Neuauflage vonMon Laferte Vol. 1und internationaler Erfolg

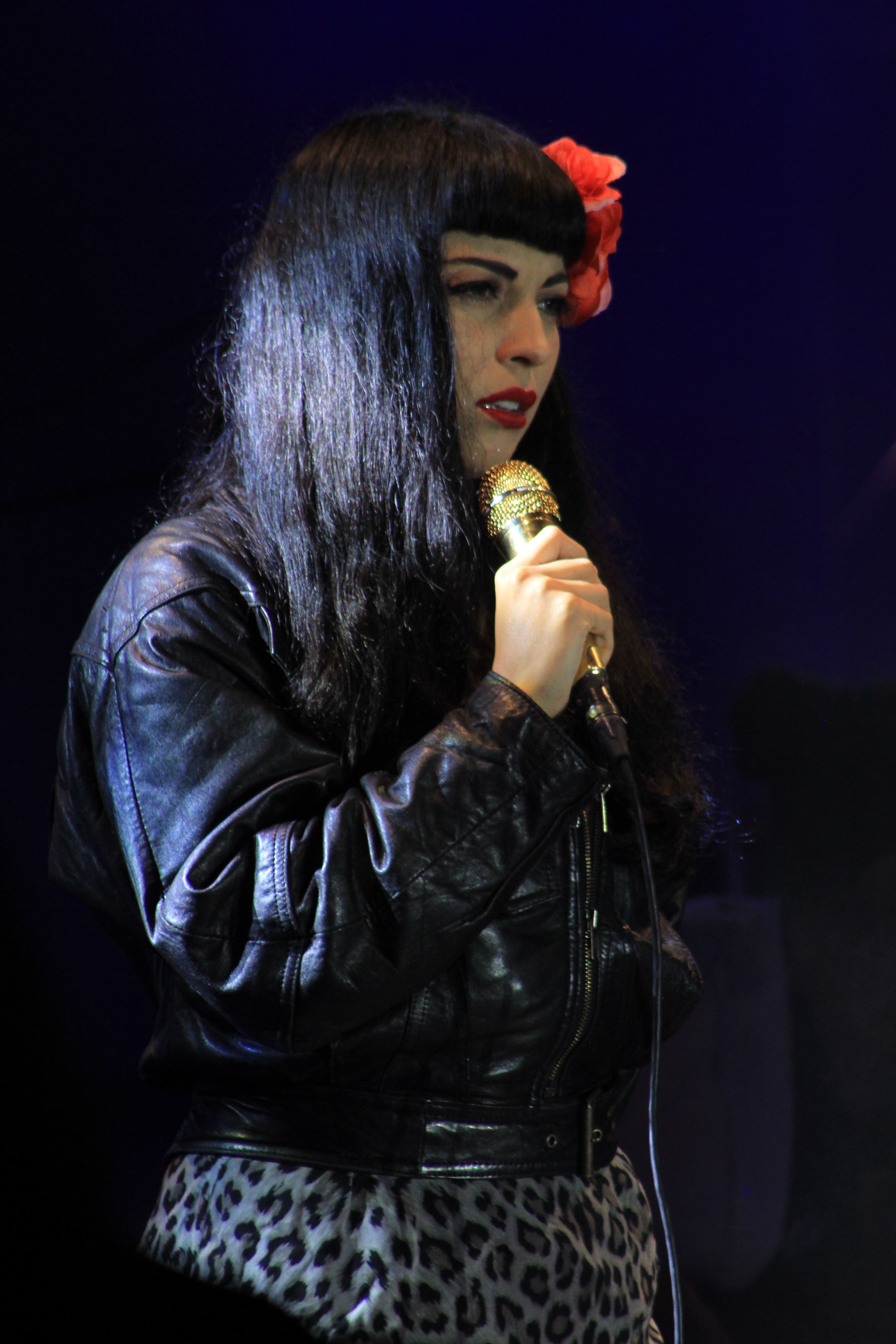
Mon Laferte (2016)

Mitte 2015 gab Laferte bekannt, dass sie einen Vertrag mit dem Label Discos Valiente, eine Tochter von Universal Music Mexiko, geschlossen hat, um eine remasterte Auflage von Mon Laferte Vol. 1 herauszubringen. Das Album wurde in dieser Version am 21. August auf den Markt gebracht, ebenso wie die Single Amor completo. Der Song wurde vom mexikanischen Publikum wohlwollend aufgenommen. Das Video erreichte auf dem Vevo-Account von Laferte schnell mehr als eine Million Klicks. 
Am 14. September veröffentlichte Laferte ihre zweite Single, Tu falta de querer. Diese entwickelte sich in Mexiko und Lateinamerika zu einem großen Erfolg, erklomm in Mexiko den 4. Platz der Charts. Sie gehörte 2016 zu den meistgespielten Liedern im mexikanischen Radio und hielt sich sechs Monate lang in den mexikanischen Top-100-iTunes-Charts. Die meisten der Shows der folgenden Tour waren ausverkauft. Die Tour endete mit einer ebenfalls ausverkauften Show im Auditorio Nacional in Mexiko, der wichtigsten Bühne Lateinamerikas. 
Im Mai 2016 erreichte das Album in Mexiko Goldstatus, im Juli Platinstatus für 60 000 verkaufte Alben. Im November erhielt Laferte ein Zertifikat für Gold-und-Platinstatus für 90 000 verkaufte Exemplare.
Im Juni wählten die Zuschauer von MTV MIAW sie zur Siegerin in zwei von drei Kategorien, in denen sie nominiert war, unter anderem für das Video des Jahres (Tu falta de querer).
Im September wurde Mon Laferte für zwei Latin Grammys nominiert, in den Kategorien "Beste neue Künstlerin" und "Bestes alternatives Album".

### 2017:La Trenza
2017 veröffentlichte Laferte ihr Album La Trenza. In diesem Werk kehrt sie zu den Klängen ihrer Kindheit und Jugend in Chile zurück. Unter anderem enthält das Album den Track Cielito de Abril, der in der Tradition des chilenischen Songwritings steht. In Pa Dónde Se Fue singt sie über den Schmerz, ohne Vater aufzuwachsen. Amárrame, aufgenommen mit Weltstar Juanes, wurde ihr bis dato größter Hit. Mit dem Album wurde Laferte für fünf Latin Grammys nominiert und gewann in der Kategorie "Bester alternativer Song" für Amárrame. Mit La Trenza wurde Laferte auch in Europa und Asien bekannt.

### 2018:Norma
2018 brachte sie ihr Album Norma heraus, eine Mischung aus Indiepop, Latin und Soul. Es ist Lafertes erstes Konzeptalbum. Sie schrieb es, nachdem eine langjährige Beziehung in die Brüche ging. Mit diesem Werk gewann sie den Latin Grammy in der Kategorie "Bestes Album".

## Aktivismus

### Unterstützung der LGBTQ-Community
Im Oktober 2011 nahm Laferte am Konzert für sexuelle Diversität in Santiago de Chile teil. Sie trat mit dem Song Desechable auf. Ihr Lied Él aus dem Album Desechable erzählt zudem von einer Liebe, die in Chile nicht formalisiert werden kann, was als homosexuelle Liebe interpretiert werden kann. Seit 2015 ermöglicht die Rechtslage in Chile gleichgeschlechtlichen Paaren eine eingetragene Partnerschaft, aber keine Ehe.

### Unterstützung regierungskritischer Proteste

#### Chile
Mitte Oktober 2019 begannen in Chile Menschen, auf der Straße gegen eine in ihren Augen verfehlte Regierungspolitik und gegen das politische System generell zu protestieren. Mon Laferte kehrte aus Mexiko nach Chile zurück und trat vor den Demonstranten auf. Bei den Latin Grammys im November gewann sie den Preis für das beste alternative Album für Norma. Dabei lief sie mit nackter Brust über den roten Teppich, auf der geschrieben stand: "En Chile torturan violan y matan" ("In Chile wird gefoltert, vergewaltigt und gemordet"). Die Polizei strengte unabhängig davon eine Untersuchung gegen Laferte an, da sie die Carabineros der Brandstiftung in den U-Bahnen beschuldigt hatte.

#### Mexiko
Ende Dezember 2019 nahm Laferte zudem an einem Treffen indigener Frauen der Zapatistas und der EZLN in Chiapas teil.

### Soziale Medien
Ihre Auftritte in den sozialen Medien, etwa auf Instagram, nutzt Mon Laferte häufig, um auf gesellschaftliche Missstände hinzuweisen, etwa die hohe Anzahl an Suiziden unter Älteren, die Benachteiligung von Frauen, Gewalt gegen Frauen und die soziale Ungleichheit in Chile.

## Diskografie

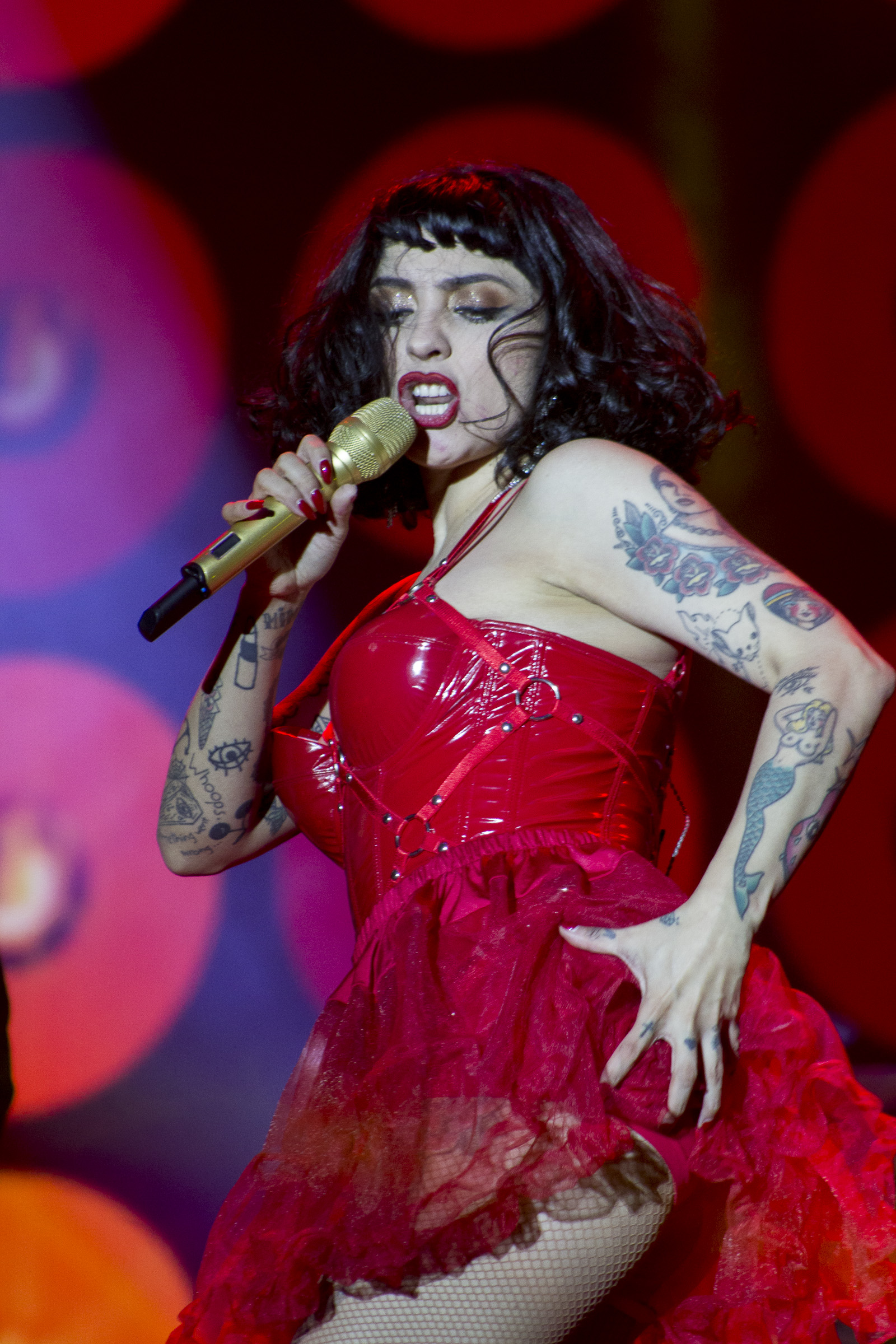
Mon Laferte (2020)

### Studioalben
| Jahr | Titel                  | Höchstplatzierung, Gesamtwochen, AuszeichnungChartplatzierungen (Jahr, Titel, Platzierungen, Wochen, Auszeichnungen, Anmerkungen) | Höchstplatzierung, Gesamtwochen, AuszeichnungChartplatzierungen (Jahr, Titel, Platzierungen, Wochen, Auszeichnungen, Anmerkungen) | Anmerkungen                                     |
| Jahr | Titel                  | MX | ES | Anmerkungen                                     |
| ---- | ---------------------- | --- | --- | ----------------------------------------------- |
| 2003 | La Chica de Rojo       | — | — | Erstveröffentlichung: 2003 als Monserrat        |
| 2011 | Desechable             | — | — | Erstveröffentlichung: 2011                      |
| 2013 | Tornasol               | — | — | Erstveröffentlichung: 2013                      |
| 2015 | Mon Laferte Vol.1      | MX4 Diamant + Gold · (119 Wo.)MX                                                                                                  | — | Erstveröffentlichung: 21. August 2015           |
| 2017 | La Trenza              | MX1 Diamant + Gold · (55 Wo.)MX                                                                                                   | ES76 (1 Wo.)ES | Erstveröffentlichung: 28. April 2017            |
| 2018 | Norma                  | MX2 ×5Fünffachgold · (27 Wo.)MX                                                                                                   | ES67 (1 Wo.)ES | Erstveröffentlichung: 9. November 2018          |
| 2020 | Sola Con Mis Monstruos | MX3 (15 Wo.)MX | ES88 (1 Wo.)ES | Erstveröffentlichung: 31. Januar 2020 Livealbum |
| 2021 | Seis                   | — | — | Erstveröffentlichung: 8. April 2021             |
| 2021 | 1940 Carmen            | — | — | Erstveröffentlichung: 29. Oktober 2021          |
| 2023 | Autopoiética           | — | — | Erstveröffentlichung: 10. November 2023         |

grau schraffiert: keine Chartdaten aus diesem Jahr verfügbar

### Gemeinschaftsalben
- 2010: Abaddon (mit Abaddon)
- 2012: MetalRose (mit Mystica Girls)
- 2014: Gates of Hell (mit Mystica Girls)

### Singles
- 2011: Soy
- 2011: Depresión
- 2011: Tóxico
- 2012: Desechable
- 2012: Un solo hombre no puedo tener
- 2013: Flor de amapola
- 2013: Ángel negro
- 2013: Hey, hey
- 2013: Tornasol
- 2014: Lo que pido
- 2014: Orgasmo para dos
- 2015: Tormento (MX: ×3Dreifachgold )
- 2015: Amor completo (MX: ×9Neunfachgold )
- 2015: Tu falta de querer (MX: ×3Dreifachdiamant + Gold , ES: Gold)
- 2016: Si tú me quisieras (MX: ×5Fünffachgold )
- 2017: Amárrame (mit Juanes, MX: ×5Diamant + Fünffachgold )
- 2017: Mi buen amor (mit Enrique Bunbury, MX: Diamant + Platin)
- 2017: Primaveral (MX: Platin)
- 2018: El beso (MX: ×3Dreifachplatin )
- 2018: Por qué me fui a enamorar de ti (MX: ×2Doppelplatin )
- 2018: El mambo (MX: ×2Doppelplatin )
- 2018: Caderas blancas (MX: ×5Fünffachgold )
- 2019: Funeral (MX: ×2Doppelplatin )
- 2019: Cumbia para olvidar (MX: ×2Doppelplatin )
- 2020: Que se sepa nuestro amor
- 2021: Se me va a quemar el corazón
- 2021: La mujer
- 2021: Amado mío
- 2021: Amigos simplemente
- 2021: Algo es mejor
- 2022: Supermercado
- 2023: Tenochtitlán
- 2023: No+Sad

### Beiträge für Kompilationen
- 2021: Nothing Else Matters auf The Metallica Blacklist

## Auszeichnungen für Musikverkäufe
| Goldene Schallplatte - Mexiko - 2020: für das Lied El Cristal - 2020: für das Lied El Diablo - 2020: für das Lied Pa’ Dónde Se Fue - 2020: für das Lied Plata Ta Tá - 2020: für das Lied Yo te qui - Peru - 2017: für die Single Amárrame Platin-Schallplatte - Chile - 2017: für die Single Amárrame - 2017: für das Album Mon Laferte Vol.1 - Kolumbien - 2017: für die Single Amárrame - Mexiko - 2020: für das Lied Bonita | 3× Goldene Schallplatte - Mexiko - 2020: für das Lied Flaco 2× Platin-Schallplatte - Chile - 2017: für das Album La Trenza - 2019: für das Album Norma - Mexiko - 2020: für das Lied No Te Me Quites De Acá - 2020: für das Lied Quédate Esta Noche - 2020: für das Lied Ronroneo - 2020: für das Lied Si aguna vez 7× Goldene Schallplatte - Mexiko - 2020: für das Lied Antes de si |

Anmerkung: Auszeichnungen in Ländern aus den Charttabellen bzw. Chartboxen sind in ebendiesen zu finden.
| Land/RegionAuszeichnungen für Musikverkäufe (Land/Region, Auszeichnungen, Verkäufe, Quellen) | Gold       | Platin       | Diamant     | Verkäufe  | Quellen             |
| -------------------------------------------------------------------------------------------- | ---------- | ------------ | ----------- | --------- | ------------------- |
| Chile (IFPI)                                                                                 | —          | 6× Platin6   | —           | 130.000   | profovi.cl          |
| Kolumbien (ASINCOL)                                                                          | —          | Platin1      | —           | 10.000    | Einzelnachweise     |
| Mexiko (AMPROFON)                                                                            | 16× Gold16 | 39× Platin39 | 7× Diamant7 | 4.920.000 | amprofon.com.mx     |
| Peru (UNIMPRO)                                                                               | Gold1      | —            | —           | 3.000     | Einzelnachweise     |
| Spanien (Promusicae)                                                                         | Gold1      | —            | —           | 30.000    | elportaldemusica.es |
| Insgesamt                                                                                    | 18× Gold18 | 46× Platin46 | 7× Diamant7 |           |                     |

## Filmografie
- 2006: Rojo, la película
- 2013: Japy Ending
- 2016: Flesh to play